# Sovrintendente alle finanze di Francia

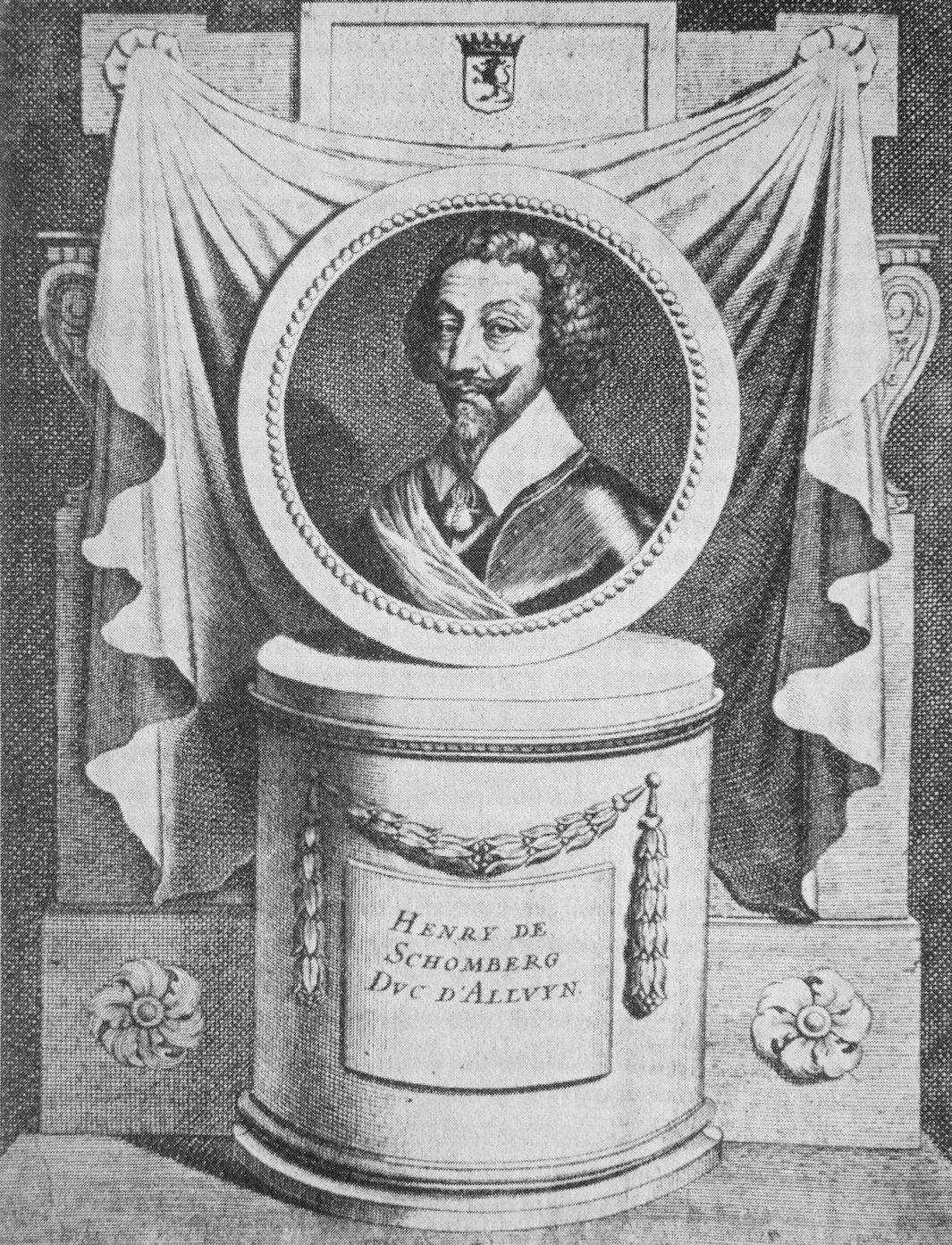
Enrico di Schomberg (1575-1632) fu Superintendant des Finances dal 1619 al 1622.

Il Sovrintendente alle finanze di Francia (Sûrintendant des finances in francese) era un ufficiale dell'amministrazione delle finanze nella Francia dell' Ancien Régime, incaricato di promulgare i provvedimenti di spesa dello Stato. Era chiamato anche Superintendant des finances.

## Storia

### Prima del 1561
Prima della creazione della posizione di Surintendant des finances, l'amministrazione finanziaria reale della Francia era stata esercitata - dal tempo di Carlo VII - da due uffici finanziari che lavoravano in modo collegiale: i quattro Generali delle Finanze, che controllavano la riscossione delle imposte (Taille, ecc.) e i quattro tesorieri di Francia, che controllavano i ricavi dei possedimenti reali (il domaine). 
Insieme essi erano spesso denominati Messieurs des finances. 
I quattro membri del Consiglio di ogni ufficio finanziario si dividevano quattro circoscrizioni geografiche (recettes générales o généralités; le aree erano denominate Languedoïl, Languedoc, Normandia e Outre-Seine (oltre la Senna) e Yonne), con i direttori della regione "Languedoïl" che in genere avevano una preminenza onorifica. 
I due uffici erano assistiti nel compito da quattro "contrôleurs généraux".
Prima del 1523-24, il Consiglio del Re aveva pochissima voce in capitolo sulla gestione quotidiana delle due commissioni finanziarie. 
Nel 1523, Francesco I, in uno sforzo di esercitare un controllo più diretto sulle finanze reali durante le sue guerre europee e di aggirare le due commissioni (accusate di scarsa supervisione) - ha creato un tesoro reale separato (Trésor de l'Épargne) direttamente sotto il controllo del Consiglio del Re (analoghe istituzioni erano esistite in precedenza), ma i primi risultati sono stati deludenti. 
Da questo momento nei successivi 40 anni si tentarono numerose riforme amministrative: aumento del numero di "généralités"; unificazione dei compiti dei due consigli in nuovi incarichi (ad esempio due contrôleurs généraux alle dipendenze del Tesoriere reale); cambiamenti nei tribunali finanziari reali (Cour des Comptes, Cour des Aides); creazione di numerosi funzionari provinciali finanziari e consigli provinciali finanziari; creazione delle posizioni degli intendents della finanza (vedi sotto). 
Con il crescente ruolo del Consiglio del Re in materia finanziaria, alcuni nobili di alto lignaggio (come Anne de Montmorency o Carlo di Lorena, cardinale di Guisa) hanno esercitato un ruolo consultivo più forte sulle finanze.
Anche se non c'è stato nessun "Ministro delle Finanze" ufficiale in questo periodo, alcuni personaggi hanno esercitato un ruolo amministrativo equivalente.
Sotto Francesco I
- 1518–1524: Jacques de Beaune, barone di Semblançay

Sotto Enrico II
- 1552: André Guillart
- 1556: Jean de Saint Marcel d'Avançon

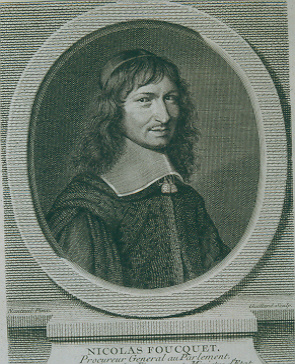
Ritratto di Fouquet

### Sovrintendente alle Finanze
La carica di Surintendant des finances nasce ufficialmente nel 1561 durante il Regno di Carlo IX di Valois, sebbene alcuni consiglieri finanziari del Re avessero effettuato analoghe ufficialmente creati nel 1552 da Enrico II, con l'incarico di sorvegliare le finanze reali durante i viaggi del re in Germania (cercò un'alleanza con i Principi protestanti). 
In quel periodo, sono stati nominati tre intendenti delle finanze, e uno di loro avrebbe anche partecipato al Consiglio di Stato, così la denominazione superintendent (sovrintendente). 
Nel 1561, l'incarico è sceso a due posti: Artus de Cossé-Brissac e il conte di Chaulnes. 
Un'ordinanza amministrativa del 23 ottobre 1563 fissava ad una volta a settimana le riunioni del Conseil du roi de France (Consiglio reale) per affrontare le questioni delle finanze; a questo incontro sarebbero intervenuti il sovrintendente delle finanze e altri funzionari dell'amministrazione finanziaria del paese, come ad esempio il Tesoriere del Risparmio. 
Nel 1567, Cossé fu promosso Maresciallo di Francia; egli rassegnò le proprie dimissioni in favore di René de Birague (come ha fatto anche, a quanto pare, il conte di Chaulnes); René de Birague fu così l'unico "superintendent".

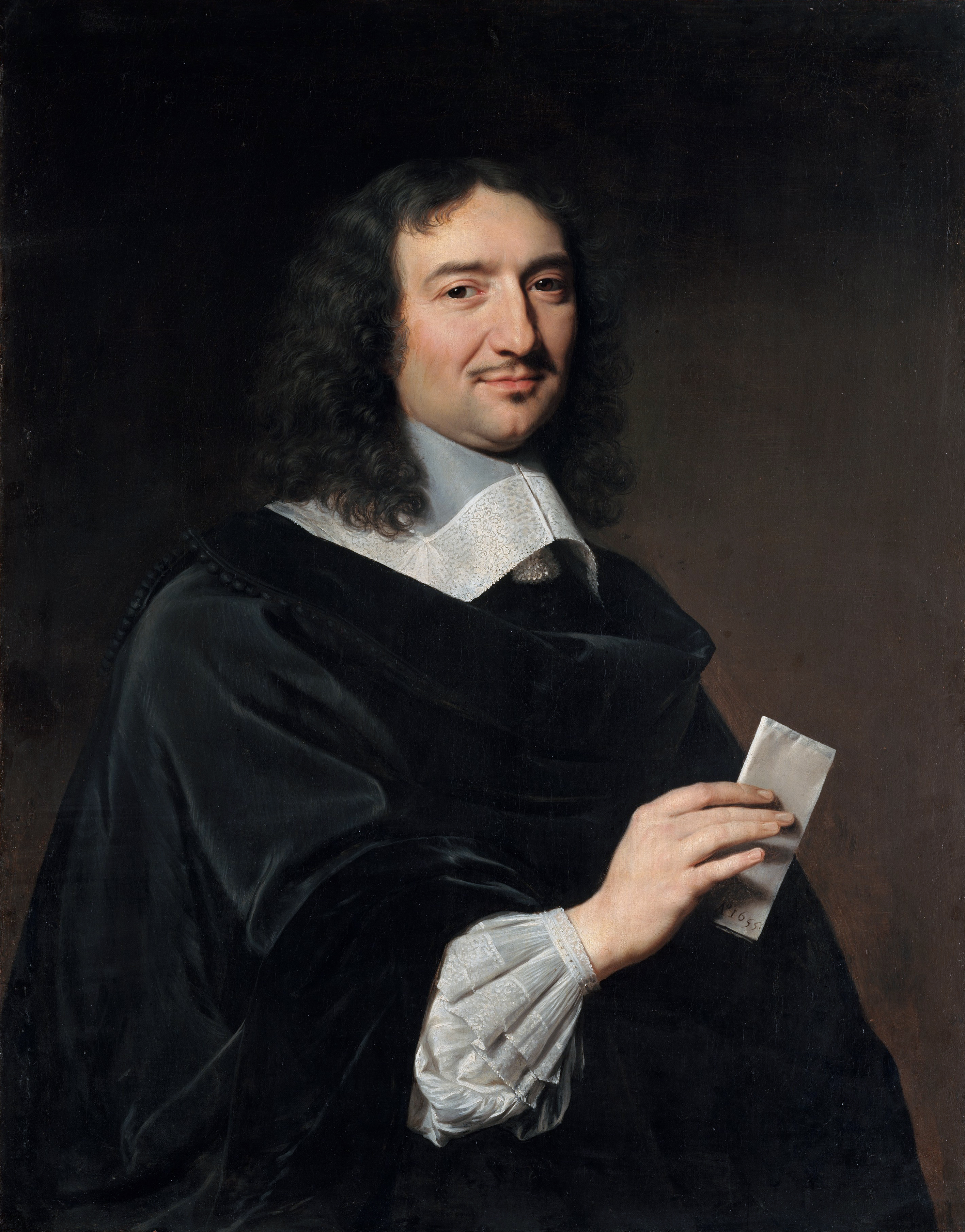
Jean-Baptiste Colbert

Nel 1570, la posizione è stata assunta dal Conseil royal des finances (Consiglio reale delle finanze). 
Enrico III soppresse il Conseil royal des finances nel 1574 e nominò un superintendent. 
Enrico IV sostituisce il sovrintendente con un consulente legale. 
In questo modo, l'incarico è apparso in modo intermittente, col suo destino legato a quello delle Conseil des finances (Consiglio delle finanze).
Il 5 settembre 1661, Nicolas Fouquet fu arrestato per malversazioni finanziarie e processato. 
Il 12 settembre, la posizione del Superintendent viene sostituita da un Conseil royal des finances, assistito da un intendente, denominato Contrôleur général des finances (Controllore generale delle finanze); questa posizione è stata occupata la prima volta da Jean-Baptiste Colbert.

La carica di Sovrintendente delle finanze durò quindi circa un secolo e mezzo, in forma discontinua, dal 1518 al 1661, quando è scomparsa con l'arresto di Fouquet. Il suo successore, Jean-Baptiste Colbert, suo nemico giurato, fu così nominato Controllore generale delle finanze.

## Elenco dei Sovrintendenti alle finanze
- 1561–1567 : Artus de Cossé-Brissac; Louis d'Ongnies, conte di Chaulnes
- Agosto 1568–1571 : René de Birague
- 10 settembre 1574-8 settembre 1588 : Pomponne de Bellièvre
- 8 settembre 1588–24 ottobre 1594 : François d'O
- 1597–26 gennaio 1611 : Maximilien de Béthune, futuro duca di Sully
- aprile 1617–6 settembre 1619 : Pierre Jeannin
- 6 settembre 1619–1623 : Henri de Schomberg, conte di Nanteuil
- 6 gennaio 1623–13 agosto 1624 : Charles, marchese di La Vieuville
- 27 agosto 1624–1626 : Jean Bochart; Michel de Marillac
- 9 giugno 1626–27 luglio 1632 : Antoine Coëffier de Ruzé, marchese di Effiat
- 4 agosto 1632–22 dicembre 1640 : Claude de Bullion; Claude Bouthillier
- 22 dicembre 1640–1643 : Claude Bouthillier
- 10 giugno 1643–1647 : Nicolas de Bailleul; Claude de Mesmes, conte d'Avaux; Michel Particelli d'Hémery
- 16 luglio 1647-9 luglio 1648 : Claude de Mesmes, conte di Avaux ; Michel Particelli d'Hémery
- 9 luglio 1648–1649 : Charles de La Porte, signore di La Meilleraye
- 8 novembre 1649–1650 : Michel Particelli d'Émery (detto Emery) ; Claude de Mesmes
- 25 maggio 1650–1651 : René de Longueil, marchese di Maisons
- 8 settembre 1651–2 gennaio 1653 : Charles de La Vieuville, marchese poi duca di La Vieuville
- 8 febbraio 1653–17 febbraio 1659 : Nicolas Fouquet; Abel Servien
- 17 febbraio 1659–5 settembre 1661 : Nicolas Fouquet